# شان د بری
شان د بری (انگلیسی: Sean De Bie؛ زادهٔ ۳ اکتبر ۱۹۹۱) دوچرخه‌سوار اهل بلژیک است.
از باشگاه‌هایی که در آن بازی کرده‌است می‌توان به تیم لوتو–سودال اشاره کرد.